# 20 декември
20 декември е 354-тият ден в годината според григорианския календар (355-и през високосна). Остават 11 дни до края на годината.

## Събития
- 1604 г. – отпечатан е първият екземпляр на книгата Дон Кихот от Мигел де Сервантес – първия бестселър в историята, пуснат в продажба на 16 януари 1605.
- 1699 г. – Петър I променя използвания тогава руски календар и въвежда Нова година на 1 януари, вместо на 1 септември.

- 1803 г. – САЩ купуват Луизиана от Франция.
- 1879 г. – Томас Едисон извършва демонстрация на създадената от него електрическа лампа.
- 1894 г. – VIII обикновено народно събрание приема Закон за висшето училище, с което се въвеждат принципа на академичната автономия, факултетите като структурни звена и длъжността декан.
- 1917 г. – създадена е първата съветска тайна полиция – Общоруска комисия за борба с контрареволюцията и саботажите (ВЧК), с председател Феликс Дзержински.
- 1927 г. – Правителството на България пренебрегва някои клаузи на Ньойския мирен договор и започва възстановяването на редовна и боеспособна българска армия.
- 1943 г. – Втора световна война: Британско-американската авиация извършва IV бомбардировка над София, при защитата на която загива българският летец Димитър Списаревски. В операцията „Point Blank“ загиват над 4000 мирни граждани.
- 1943 г. – Партизанско движение в България: В село Ястребино са разстреляни 18 партизани, сред които Шестте ястребинчета.
- 1944 г. – В България започват заседанията на така наречения Народен съд.
- 1944 – Министерският съвет приема Наредба-закон за трудововъзпитателните общежития за политически опасните лица и Наредба-закон за трудововъзпитателните общежития, с което започва създаването на концлагери в Народна република България.
- 1951 г. – В САЩ влиза в експлоатация първата АЕЦ.
- 1960 г. – Сформиран е Виет Конг – Националния фронт за освобождение на Виетнам.
- 1968 г. – Българската православна църква възстановява (след прекратяване през 1916 г.) поправения Юлиански календар, с което се въвежда празнуването на 25 декември на Рождество Христово, на 1 януари – Васильовден, 6 януари – Богоявление (Йордановден), 25 март (Благовещение) и др.
- 1973 г. – Баски терористи убиват испанския министър-председател адмирал Луис Кареро Бланко.
- 1977 г. – Завършва първото българско околосветско плаване на яхтата Кор Кароли с капитан Георги Георгиев.
- 1987 г. – При морска катастрофа край бреговете на Филипините между пътнически кораб и нефтен танкер загиват над 1500 души.
- 1989 г. – Американско нахлуване в Панама: САЩ изпращат в Панама военни сили за отстраняване на режима на генерал Мануел Нориега.
- 1990 г. – В България е сформирано коалиционно правителство на Димитър Попов.
- 1990 г. – Учредена е Алфа-банк.
- 1995 г. – НАТО започва мироопазваща мисия в Босна и Херцеговина.
- 1995 г. – Полет 965 на „Американ Еърлайнс“, „Боинг 757“, се разбива в планина на 50 км северно от Кали, Колумбия и убива 159 от 163 души на борда.
- 1999 г. – Върховният съд на Върмънт решава, че хомосексуалните двойки имат същите граждански права като хетеросексуалните.
- 1999 г. – Португалия предава суверенитета на Макао на Китайската народна република след 442-годишно колониално управление.
- 2000 г. – В Нидерландия стават законни еднополовите бракове.
- 2000 г. – Парламентът на Великобритания разрешава клонирането за медицински цели.

## Родени
- 1537 г. – Йохан III, крал на Швеция († 1592 г.)
- 1786 г. – Пиетро Раймонди, италиански композитор († 1853 г.)
- 1841 г. – Фердинан Бюисон, френски пацифист, Нобелов лауреат († 1932 г.)
- 1845 г. – Франц Тоула, австро-унгарски геолог († 1920 г.)
- 1853 г. – Константин Лекарски, български агроном († 1935 г.)
- 1868 г. – Димитър Страшимиров, български историк и писател († 1939 г.)
- 1878 г. – Абрам Рабинович, литовско-руски шахматист († 1943 г.)
- 1880 г. – Стефан Ненков, български общественик († 1967 г.)
- 1884 г. – Хидеки Тоджо, японски военачалник и политик († 1948 г.)
- 1890 г. – Ярослав Хейровски, чешки химик, Нобелов лауреат през 1959 г. († 1967 г.)
- 1900 г. – Васил Ильоски, македонски писател († 1995 г.)
- 1901 г. – Робърт Ван де Грааф, американски физик († 1967 г.)
- 1908 г. – Петър Шапкарев, български икономист († 1997 г.)
- 1915 г. – Азиз Несин, турски писател-сатирик († 1995 г.)
- 1923 г. – Ацо Шопов, писател от СР Македония († 1982 г.)
- 1924 г. – Фридерике Майрьокер, австрийска поетеса († 2021 г.)
- 1926 г. – Иван Тонев, български актьор († 1994 г.)
- 1943 г. – Георги Константинов, български писател
- 1946 г. – Джон Спенсър, американски актьор († 2005 г.)
- 1949 г. – Греъм Фрай, британски дипломат
- 1951 г. – Маргарита Хранова, българска естрадна певица
- 1957 г. – Ана Виси, гръцка певица
- 1960 г. – Ким Ки Дук, южнокорейски режисьор († 2020 г.)
- 1964 г. – Огняна Душева, българска състезателка
- 1966 г. – Крис Робинсън, американски рокмузикант
- 1977 г. – Кирил Божков, български футболист
- 1980 г. – Ашли Коул, английски футболист
- 1985 г. – Илиян Мицански, български футболист
- 1998 г. - Килиан Мбапе, френски футболист

## Починали
- 217 г. – Зефирин, римски папа (* ? г.)
- 217 г. – Каликст I, римски папа (* ? г.)
- 1355 г. – Стефан Душан, сръбски цар (* 1308 г.)
- 1765 г. – Луи, дофин на Франция, дофин на Франция (* 1729 г.)
- 1838 г. – Франсоа Пуквил, френски дипломат (* 1770 г.)
- 1849 г. – Уилям Милър, основател на адвентисткото движение (* 1782 г.)
- 1943 г. – Димитър Списаревски, български летец (* 1916 г.)
- 1967 г. – Георги Апостолов, български архитект (* 1891 г.)
- 1968 г. – Джон Стайнбек, американски писател, Нобелов лауреат през 1962 г. (* 1902 г.)
- 1972 г. – Гюнтер Айх, немски поет и белетрист (* 1907 г.)
- 1973 г. – Луис Кареро Бланко, министър-председател на Испания загинал при атентат (* 1903 г.)
- 1982 г. – Артур Рубинщайн, полски пианист (* 1887 г.)
- 1983 г. – Павел Вежинов, български писател (* 1914 г.)
- 1984 г. – Дмитрий Устинов, съветски политик (* 1908 г.)
- 1990 г. – Руси Христозов, български политик (* 1914 г.)
- 1993 г. – Уилям Едуардс Деминг, американски статистик (* 1900 г.)
- 1996 г. – Карл Сейгън, американски астроном (* 1934 г.)
- 1998 г. – Алън Ходжкин, британски физиолог, Нобелов лауреат през 1963 г. (* 1914 г.)
- 1998 г. – Юрий Тухаринов, съветски офицер (* 1927 г.)
- 1999 г. – Рикардо Фреда, италиански режисьор (* 1909 г.)
- 2001 г. – Леопол Седар Сенгор, първи президент на Сенегал (* 1906)
- 2005 г. – Иван Илиев Иванов, български общественик (* 1923 г.)
- 2009 г. – Британи Мърфи, американска актриса (* 1977 г.)
- 2010 г. – Хелмут Прайслер, немски поет и преводач (* 1925 г.)

## Празници
- Православна църква – Свети свещеномъченик Игнатий Богоносец (Игнажден)
- ООН – Международен ден за човешка солидарност (отбелязва се от 2006 г. по решение на Общото събрание на ООН от 22 декември 2005 г.
- България – Професионален празник на Сметната палата – Отбелязва се от 2000 г. по решение на ръководството на Сметната палата
- Реюнион – Годишнина от премахването на робството